# Burg Kalbsangst
Die Burg Kalbsangst in Kempten liegt etwa 400 Meter östlich Prestlings oberhalb des Kalbsangsttobels und ist als Burgstall erhalten. Zu sehen sind ein Ringgraben und ein in Erinnerung an die Burg aufgestellter Merktscher Gedenkstein. In alten Urkunden wird die Burg auch als Schloss bezeichnet.